# 2018年闽江学院外卖风波
2018年闽江学院外卖风波，又被戲稱為外卖起义，是发生于闽江学院的一次群体性事件。2018年11月，闽江学院因颁布禁止外卖入校之规定，部分学生及周边外卖商家对此表示不满。有周边外卖商家前往学校食堂门口发放免费午餐，号召学生抵制外卖禁令，随后被警方带离现场。事件引发舆论关注后，校方最终放宽了对外卖的限制，在生活区开设外卖取餐点。

## 背景
2016年至2018年，闽江学院外卖订单量均排在福建高校前五名。2018年国庆期间，外卖数量位居省内高校第一。由于大量外卖造成环境问题和交通安全问题，加上部分学生依赖外卖上门送货而影响健康状况，校方认为需要进行专项整治。
2018年11月9日，闽江学院召开校园整治工作部署会议，时任党委书记何代钦要求重视食品安全、着力办好食堂。同日，闽江学院学生自律委员会微信公众号发文，介绍外卖食品存在的弊端。次日，校园博主“闽院传说”发布一份网传的舍长大会记录，其中第八点提到“学校打算执行禁止外卖进课堂，进宿舍，进校园”。11日上午，闽江学院学生工作处官方微博发布《校园整治工作通知》，称学校将禁止外卖车辆进入校园、禁止外卖进入宿舍和教室。

## 经过
11月12日，闽江学院校方在学校的四个门口安排保安，对校外车辆进行严格排查，禁止外卖车辆入校，学校和周边外卖商家的矛盾由此激化。同日中午，受外卖禁令影响，闽江学院第二食堂有大批学生排队就餐。一些周边外卖商家在食堂门口联合为学生发放免费午餐，并呼吁学生抵制学校的外卖禁令。保卫部门劝阻无效后，校方向附近派出所报案，警方随后赶到现场将涉事商家带走。在新浪微博，“闽江学院”一词登上热搜榜，“闽江学院禁止外卖”话题引发网民围观，不少学生在学校官方微博的评论区抗议外卖禁令。当晚，部分宿舍区发生躁动，学生集体喊楼称“要外卖”。校方随后发表《关于校园整治工作的说明》，称学校未禁止学生通过网络订餐，并将统一在校门口设置取餐点。

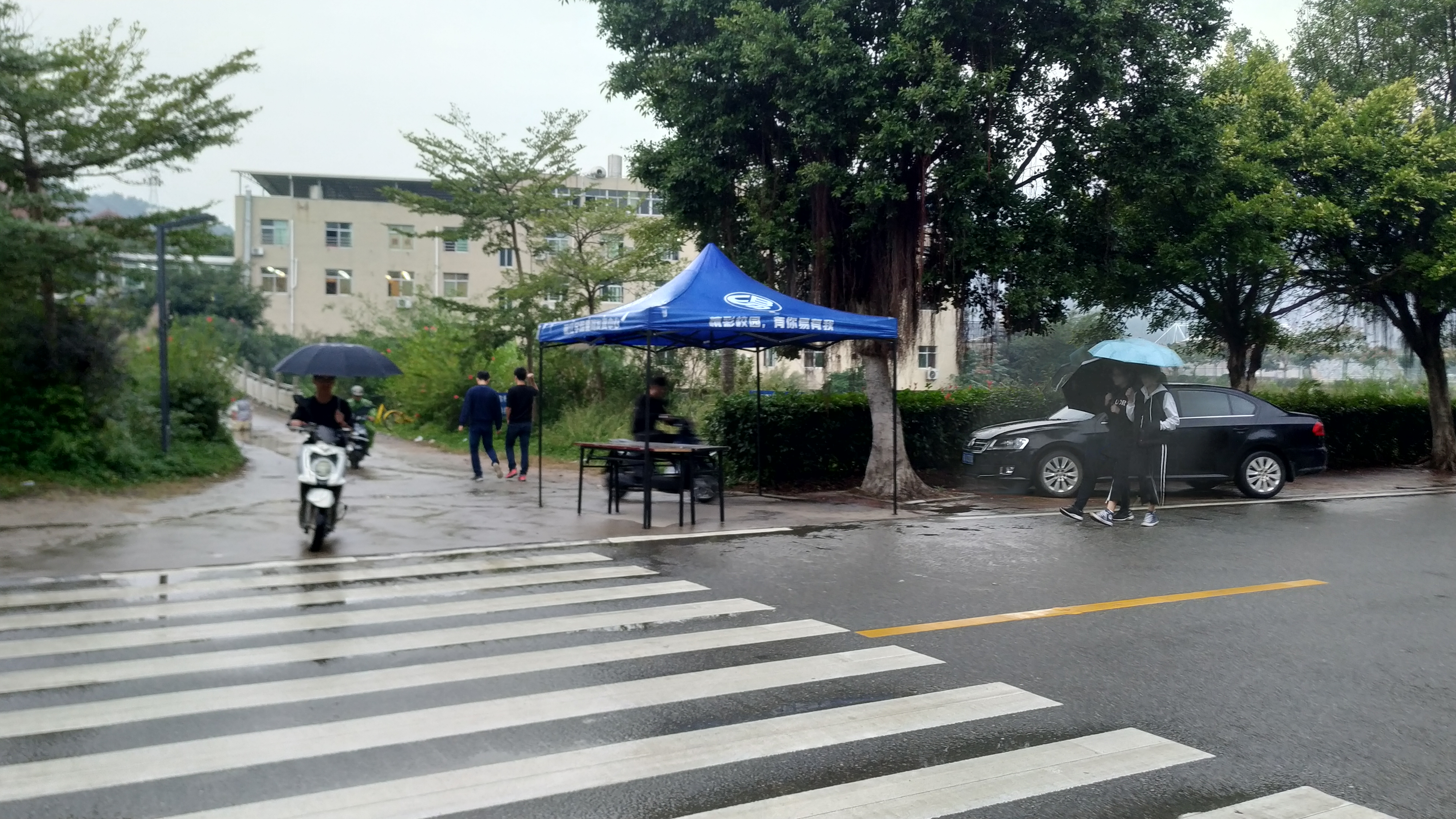
位于闽江学院西门的外卖取餐点

13日中午，福建电视台记者走访闽江学院部分食堂，彼时未出现大批学生排队就餐的情况。闽江学院官方微博发文称，为缓解学生中午就餐拥挤问题，学校即日起开放第一食堂三楼和第二食堂三楼两个就餐点。学生工作处表示，将考虑延长食堂经营时间、增加菜品供应、实施错峰下课。同日下午，宣传部工作人员表示，校方没有在校园内禁止外卖，只是提倡学生多去食堂就餐，并新增几个就餐点，保障学生有处取餐、有处就餐。福州警方于14日晚发布情况通报称，免费发放午餐的外卖商家当中，四名因涉嫌扰乱单位秩序被处以行政拘留，三名积极参与者被处以罚款。

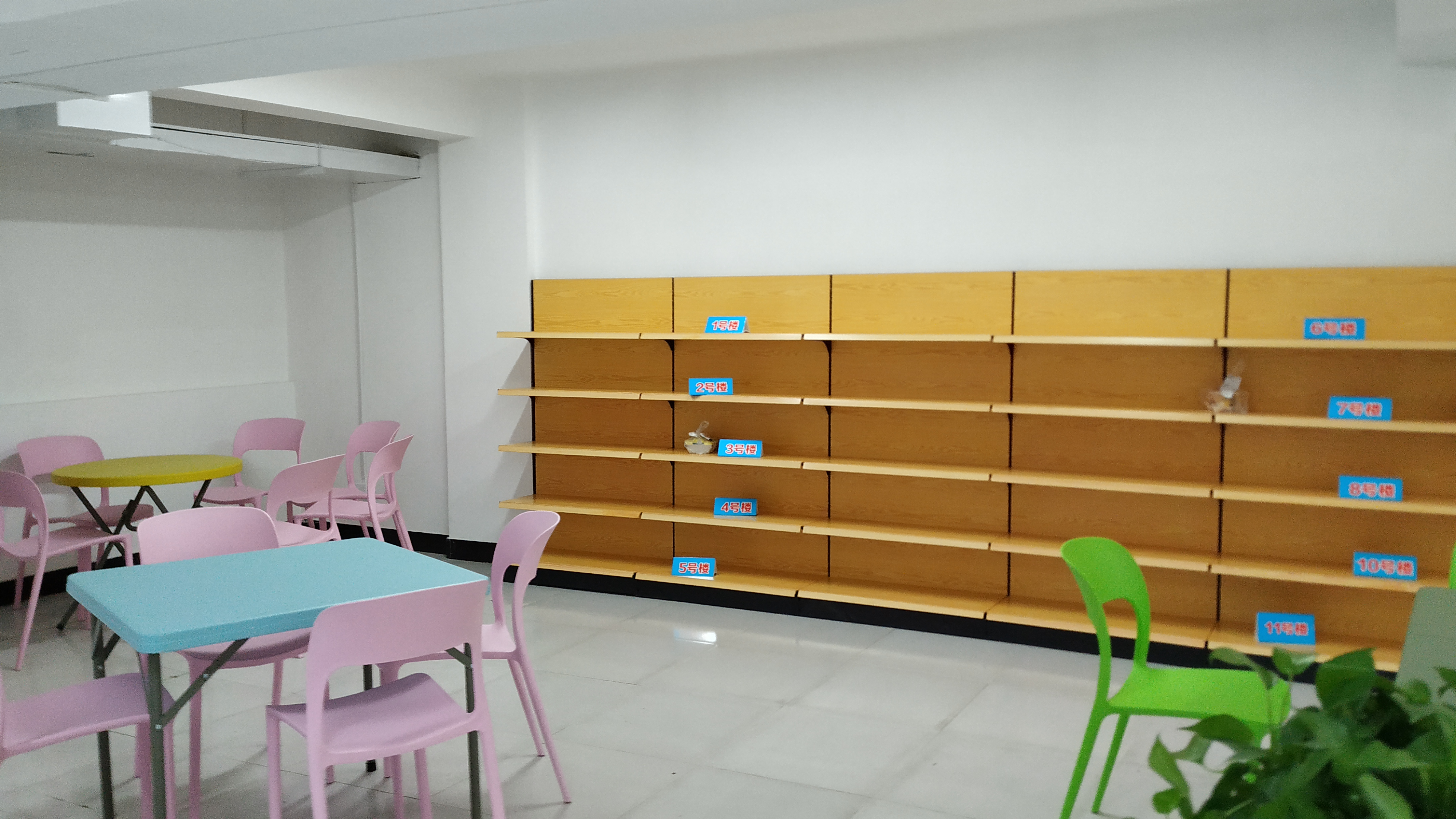
位于闽江学院生活区的外卖取餐点

11月15日，校方对外卖禁令做出调整，不再完全禁止送外卖人员进入校园，允许规定时间内符合条件的外卖商家进校送餐。此外，校方还在生活区附近开通外卖取餐点。

## 衍生事件
外卖风波发生后，一位自称是食堂招标处会计的网民指控党委书记何代钦股权排行第二，引起网民围观。校方随后否认相关指控，表示学校食堂招标公开透明，经得起调查。同时，部分反对外卖禁令和指控党委书记的评论被删除。
校內一貧困生“lIN林不早起”在外卖风波期间发文称，自己的考试成绩在年段排名第四，但因为被查到使用电热水壶，全年评优评先和奖学金的权利被校方剥夺。校宣传部工作人员回应指，学校明文规定宿舍内禁止使用电饭锅（煲）、电水壶杯等电热设施，优秀学生综合奖学金评选要求平时表现良好、当学年无违反校规校纪行为。

## 评价
《经济日报》评论指，周边外卖商家在学校食堂门口发放免费午餐的做法显然不妥，但学校食堂管理应该建立起长效机制，尽可能兼顾公益性和营利性，同时应完善学校食堂监督机制。央视网评论指：“高校不可能是完全超脱于世俗的‘净土’，并非要完全排斥商业力量的进入，但至少有个底线，就是要给学生自由选择的权利，不能绑架学生来喂养食堂的利益。”光明网评论认为，此次闽江学院禁外卖事件闹得沸沸扬扬，矛盾升级，至少说明该校的治校思维和管理逻辑存在明显短板。
网民对此事评价褒贬不一。部分网民认为，外卖禁令有利于维护校园的饮食卫生、治安和交通安全。另一部分网民认为，禁止外卖进校会影响学生的用餐便利，校方应该解决好学校食堂的一系列问题。